# Bruno Coli
Bruno Coli (geboren am 31. Januar 1957 in Genua) ist ein italienischer Komponist. Er schreibt vorwiegend für das Musiktheater.

## Leben
Coli studierte nach autodidaktischen Vorbereitungen zunächst bei Mauro Balma in seine Heimatstadt. Weitere Erfahrungen erhielt er als Student und Assistent des Komponisten Gino Negri. Seine ersten Bühnenwerke schrieb er im universitären Rahmen und für kleine freie Theatergesellschaften. 1982 komponierte er für das Teatro Stabile di Genova die Schauspielmusiken zu I due gemelli rivali (George Farquhar: The Twin-Rivals) und La brocca rotta (Heinrich von Kleist: Der zerbrochne Krug). Anfang der 1980er Jahre arbeitete er als Programmdirektor beim RAI. In den folgenden Jahren komponierte er verschiedene Werke für das Teatro Stabile di Torino (z. B. Le astuzie di Scapino, 1982/83 oder Il viaggio incantato, 1983/84) und andere italienische Theater. Von besonderer Bedeutung war dabei seine Zusammenarbeit mit Lucio Ardenzi. Weitere wichtige Regisseure, für die er komponierte, waren Marco Sciaccaluga, Egisto Marcucci, Roberto Guicciardini und Filippo Crivelli. Seit den frühen 1980er Jahren arbeitete er immer wieder für Teatro della Tosse in Genua.
1999 komponierte er das Kinder-Musical Esopo Opera Rock nach einem Libretto von Stephen Curina, das seitdem bereits mehrere hundert Aufführungen sowohl in Schulen als auch in Opernhäusern erlebte. Ebenfalls 1999 schrieb er zusammen mit Ennio Morricone die Musik zum Fernsehfilm Nanà (Regie: Alberto Negrin). Weitere Musicals sind Scatenati (Teatro Modena di Genova, 2006), I ragazzi alla Guerra di Troia (Festival di Vignale Danza, 2007), Mitico (Genua, 2008), Mahagonny (2009), Endurance (2010) und Giulietta e Romeo live 3d (Ferrara, Februar 2012). Zusammen dem Theater in Genua entwickelte er mehrere Musicals, die sich der Integration von behinderten Kindern widmeten. Des Weiteren schrieb er für die Tanzkompanie des Teatro Nuovo di Torino die Musik zu drei Balletten.
Zu seinen weiteren Werken zählen die Opern Didone abbandonata (Text: Pietro Metastasio, Teatro Filodrammatici Mailand, Sommer 2001), The Tell-Tale Heart (Edgar Allan Poe: Das verräterische Herz, Teatro Sociale di Rovigo, 2004), Le gentilhomme ivre (Nizza 2009), die Schauspielmusik zu Il raggiratore (Text: Carlo Goldoni, Teatr Nowy in Posen, Januar 2009) und die Opern Oz on the road (Libretto: Fabrizio Gambineri, Teatro Carlo Felice di Genova, 25. Januar 2012) und The Angel of the Odd (Edgar Allan Poe, Teatro Wielki in Posen, 7. Juni 2014).